# Ion Borș
Ion Borș (n. 25 iulie 2002, Soroca, Republica Moldova) este un fotbalist profesionist moldovean care joacă la Petrocub Hîncești.